# Le Croquet
Le Croquet is een gehucht in het Franse departement Nord. Het ligt in de gemeente Avelin. Het ligt anderhalve kilometer ten zuiden van het dorpscentrum van Avelin, op een heuvelrug op de weg naar Tourmignies. Verwijzingen naar de voormalige heerlijkheid gaan terug tot de 17de eeuw. Aanvankelijk bestond het slechts uit enkele boerderijen en boerenwoningen, maar geleidelijk groeide het gehucht uit. In 1907 kreeg het gehucht zijn eigen school. In 1916, tijdens de Eerste Wereldoorlog installeerde de Duitsers in Le Croquet een Kommandatur.